# 阿帕奇鱒
阿帕奇鱒，為麻哈魚屬的一個種。被IUCN列為極危物種。

## 分布
分布於美國亞利桑那州的鹽河上游與小科羅拉多河流域流域。

## 特徵
本魚體側扁，背腹外廓相對稱，紡錘型。頭長與體高略相等，口端位，口裂大。上下頜和犁骨皆有齒，頜齒大而鋒利。眼在體軸線的下方，較大。背鰭居於体中央稍後，腹鰭起點於背鰭後方，尾鰭分叉較淺。有脂鰭。體背部呈深褐色，體下半部為土黃色，全身不滿許多黑色小圓斑，背鰭、尾鰭、脂鰭淡褐色略帶橙色，背鰭上緣具白邊，胸鰭、腹鰭、臀鰭橙色且具白邊。體長可達58公分。

## 生態
本魚棲息於高原清澈寒冷的溪流或湖泊中，屬肉食性，卵生。其生存環境又到其他種類（如美州紅點鮭）的壓縮，而造成數量減少。

## 外部連結
- 阿帕奇鱒的圖片 （页面存档备份，存于）